# Chondrilla ramosissima
Chondrilla ramosissima ist eine Pflanzenart aus der Gattung Chondrilla in der Familie der Korbblütler (Asteraceae).

## Merkmale
Chondrilla ramosissima ist ein zweijähriger Schaft-Hemikryptophyt, der Wuchshöhen von 30 bis 100 Zentimeter erreicht. Der Stängel ist kantig gefurcht, grau und sowohl mit weißem, kurzem Filz als auch wenigen bis zahlreichen steifen Haaren bedeckt. Die Äste sind sparrig.
Die Blütezeit reicht von Juli bis September.
Die Chromosomenzahl beträgt 2n = 10.

## Vorkommen
Chondrilla ramosissima kommt im Bereich des griechischen Festlandes und der südlichen Ägäis vor. Die Art wächst auf Brach- und Kulturland.

## Belege
1. 1 2 3 4  Ralf Jahn, Peter Schönfelder: Exkursionsflora für Kreta. Mit Beiträgen von Alfred Mayer und Martin Scheuerer. Eugen Ulmer, Stuttgart (Hohenheim) 1995, ISBN 3-8001-3478-0, S. 339.
2. ↑   Tropicos.